# Nicolás Nahuel Gómez
Nicolás Gómez (Argentina, 25 de febrero de 1996) es un futbolista argentino que se desempeña como volante mixto o enganche en Deportivo Garcilaso de la Liga 1.

## Trayectoria

### Ferro
Realizó todas las categorías formativas en el Club Ferro Carril Oeste. El entrenador Jorge Cordon lo convoca a entrenar con primera y concentró por primera vez el 17 de junio de 2016 por el encuentro entre Ferro y Gimnasia (J), partido que termina perdiendo 2 a 0, Nicolás Gómez ingreso como suplente a los 29 minutos del segundo tiempo ingreso por Guillermo Vernetti. El 15 de julio de ese año firma su primer contrato como profesional por 3 años hasta el 30 de junio del 2020. En la pretemporada siguiente es convocado para integrar la misma, siendo que es la segunda que realiza como profesional, compartiendo plantel con una gran lista de jugadores salidos de las inferiores de Ferro
De cara al Campeonato de Primera B Nacional 2016-17 continuó formando parte del plantel aunque no tuvo demasiadas oportunidades con el primer equipo, disputó sólo 2 partidos sin convertir goles.
En la temporada siguiente en la que se disputó el Campeonato de Primera B Nacional 2017-18 tuvo un poco más de participación, 8 partidos sin convertir goles.
Mantiene las participaciones en el Campeonato de Primera B Nacional 2018-19, juega en total 9 partidos sin marcar goles.
En la siguiente temporada juega el Campeonato de Primera Nacional 2019-20 comienza a ser una pieza clave siendo el primer recambio del equipo y jugando varios partidos como titular, en total disputa 18 partidos pero sigue sin poder convertir goles.
Tras el parate por Covid sigue en la institución y continúa siendo una pieza clave de la rotación en el Campeonato Transición de Primera Nacional 2020, disputa 9 partidos y convierte dos goles, siendo su primer gol oficial.
En el Campeonato de Primera Nacional 2021 continúa en el plantel siendo fundamental en la rotación, disputa 19 partidos y marca 1 gol, siendo que el equipo estuvo a punto de ascender jugando dos finales contra Quilmes pero quedándose en la puerta al haber perdido con un arbitraje muy polémico de Lamolina.
Tras el desarme del plantel que peleo por el ascenso y el alejamiento de la dupla técnica de Favio Orsi y Sergio Gómez, continua en el club para disputar el Campeonato de Primera Nacional 2022 y se confirma la renovación hasta el 31 de diciembre del 2023 con el objetivo de ascender y debuta en el campeonato el contra Nueva Chicago al ingresar a los 42 minutos del segundo tiempo en lugar de Andrés Ayala. Se desempeña todo el campeonato en un puesto que no es el suyo, siendo el volante central de marca titular al ganarle el puesto a Julián López y a Andrés Ayala y si bien en la segunda mitad del campeonato trajeron a Kevin Duarte se mantuvo como el titular.
A inicios del 2025 es cedido a préstamo a Deportivo Garcilaso por una temporada.

## Estadísticas
Actualizado al 28 de octubre de 2024

| Ferro Argentina | 2.ª           | 2016          | 1   | 0 | 0 | 0 | — | — | 1   | 0 | 0    |
| Ferro Argentina | 2.ª           | 2016-17       | 2   | 0 | 0 | 0 | — | — | 2   | 0 | 0    |
| Ferro Argentina | 2.ª           | 2017-18       | 8   | 0 | 0 | 0 | — | — | 8   | 0 | 0    |
| Ferro Argentina | 2.ª           | 2018-19       | 9   | 0 | 0 | 0 | — | — | 9   | 0 | 0    |
| Ferro Argentina | 2.ª           | 2019-20       | 18  | 0 | 0 | 0 | — | — | 18  | 0 | 0    |
| Ferro Argentina | 2.ª           | 2020          | 9   | 2 | 0 | 0 | — | — | 9   | 2 | 0.22 |
| Ferro Argentina | 2.ª           | 2021          | 19  | 1 | 0 | 0 | — | — | 19  | 1 | 0.05 |
| Ferro Argentina | 2.ª           | 2022          | 26  | 0 | 2 | 0 | — | — | 28  | 0 | 0    |
| Ferro Argentina | Total         | Total         | 96  | 3 | 2 | 0 | 0 | 0 | 98  | 3 | 0.03 |
| Chacarita Argentina | 2.ª           | 2023          | 25  | 2 | 0 | 0 | — | — | 25  | 2 | 0.08 |
| Chacarita Argentina | Total         | Total         | 25  | 2 | 0 | 0 | 0 | 0 | 25  | 2 | 0.08 |
| Ferro Argentina | 2.ª           | 2024          | 34  | 1 | 0 | 0 | — | — | 34  | 1 | 0.03 |
| Ferro Argentina | Total         | Total         | 34  | 1 | 0 | 0 | 0 | 0 | 34  | 1 | 0.03 |
| Total carrera | Total carrera | Total carrera | 155 | 6 | 2 | 0 | 0 | 0 | 157 | 6 | 0.04 |
| (1) La copa nacional se refiere a la Copa Argentina y Supercopa Argentina . (2) La copa internacional se refiere a la Copa Sudamericana, Recopa Sudamericana, Copa Libertadores y Copa Suruga Bank. |               |               |     |   |   |   |   |   |     |   |      |